# 양양 선림원지 삼층석탑
양양 선림원지 삼층석탑(襄陽 禪林院址 三層石塔)은 대한민국 강원특별자치도 양양군 서면 황이리에 있는 선림원터에 세워진 석탑으로, 전형적인 신라 석탑으로 탑신에 팔부중상(八部衆像)이 새겨져 있다. 1966년 9월 21일 대한민국의 보물 제444호로 지정되었다.

## 개요
1948년에 명문(銘文)이 있는 신라 범종이 발견되어 주목되었던 선림원터에는 석탑을 비롯하여 석등·홍각선사탑비·석조부도 등이 전해지고 있으며, 이들 석조유물들은 대부분 쓰러져 있었으나 모두 복원되었다. 이 탑은 2단의 기단(基壇) 위에 3층의 탑신(塔身)을 올린 전형적인 신라석탑으로, 법당터 남쪽의 원래 위치에 복원되었다.
여러 장의 돌로 탑의 토대를 만들고, 아래층 기단을 올려 각 면 모서리와 중앙에 기둥을 새겼다. 위층 기단 역시 각 면 모서리와 중앙에 기둥을 새겼는데, 한 면을 둘로 나눈 뒤 8부중상을 도드라지게 새겼다. 탑신은 몸돌과 지붕돌이 각각 한 돌로 되어 있다. 1층 몸돌은 높은 편이며, 2층 몸돌은 반으로 체감되고 각 몸돌의 모서리에는 기둥이 새겨져 있다. 지붕돌은 넓은 편이고, 지붕의 경사가 급하게 내려 오다가 처마의 네 귀퉁이에서 약간 들려 있다. 밑면의 받침은 5단이다. 탑의 머리장식으로는 노반(露盤:머리장식받침)이 있고, 철제찰주를 꽂았던 구멍이 있으며 그 위에는 보주(寶柱:연꽃봉오리모양의 장식)모양의 돌이 있으나 원형이 아닌 듯하다.
외형상 정제된 비례를 보여주지만 8부중상의 조각은 섬약하고 석재의 구성도 규율성을 잃고 있다. 신라 석탑의 양식을 충실히 이어받고 있으나 기단부의 짜임이나 각 부의 조각수법으로 보아 조성연대는 9세기경 신라 후기에 가까운 것으로 짐작된다.
복원공사가 진행되기 전 기단부에서 소탑(小塔) 60여 기와 동탁(銅鐸) 1개가 발견된 일이 있다. 탑 앞에는 안상(眼象)을 새긴 배례석(拜禮石)이 남아 있다.

## 현지 안내문

### 한글 설명
양양 선림원지 삼층석탑
襄陽 禪林院址 三層石塔
보물 제444호
양양 선림원지 삼층석탑은 기단(基壇) 두 단 위에 탑신(塔身)을 세 층 올린 전형적인 통일 신라 시대의 석탑이다. 신라 석탑의 양식을 충실히 이어받았으나, 기단 부분의 짜임이나 각 부분의 조각 기법으로 보아 신라 후기인 9세기 무렵에 세워진 것으로 짐작된다.
돌 여러 장으로 탑의 토대를 만들고, 아래층 기단을 올려 각 면 모서리와 중앙에 기둥을 새겼다. 위층 기단 역시 각 면 모서리와 중앙에 기둥을 새겼는데, 한 면을 둘로 나눈 뒤 팔부중상(八部衆像)*을 도드라지게 새겼다. 탑신은 몸돌 한 개, 지붕돌 한 개로 이루어져 있는데, 1층 몸돌은 높은 편이지만 2층 몸돌은 높이가 반으로 줄고 각 몸돌의 모서리에는 기둥이 새겨져 있다. 지붕돌은 넓은 편이고, 지붕의 경사가 급하게 내려오다가 처마의 네 귀퉁이에서 약간 들려 있으며 밑면의 받침은 5단이다. 탑의 머리 장식으로는 노반(露盤)**이 있고, 철제 찰주(擦柱)***를 꽂았던 구멍이 있으며 그 위에는 보주(寶柱)****모양의 돌이 있으나 원래의 형태는 아닌 것으로 보인다.
*팔부중상(八部衆像) : 불교의 여덟 수호신. 팔부신장(八部神將). 팔부신중(八部神衆).
**노반(露盤): 탑의 꼭대기 층에 있는 네모난 지붕 모양의 장식
***찰주(擦柱): 불탑 꼭대기 장식의 중심을 뚫고 세운 기둥 
****보주(寶柱): 탑이나 석등 따위의 맨 꼭대기에 얹은 구슬 모양의 장식

### 영문 설명
Three-story Stone Pagoda at Seollimwon Temple Site, Yangyang
Treasure No. 444
A pagoda is a symbolic monument used to enshrine relics or remains of the Buddha. In many cases, a pagoda does not contain the actual remains, but is still regarded as a sacred place enshrining the Buddha.
This three-story stone pagoda is presumed to have been made in the 9th century during the Unified Silla period (668-935).
It is composed of a two-tiered base and three sets of body and roof stones. The corners of the base and body stones are carved to look like pillars. The upper part of the base is carved with two guardian deities in relief on each side. The roof stones are propped up with five-tiered supports, and their eaves are curved slightly upward. The decoration at the top is presumed to not be original to the pagoda.
The pagoda measures about 4 m in height.

## 사진

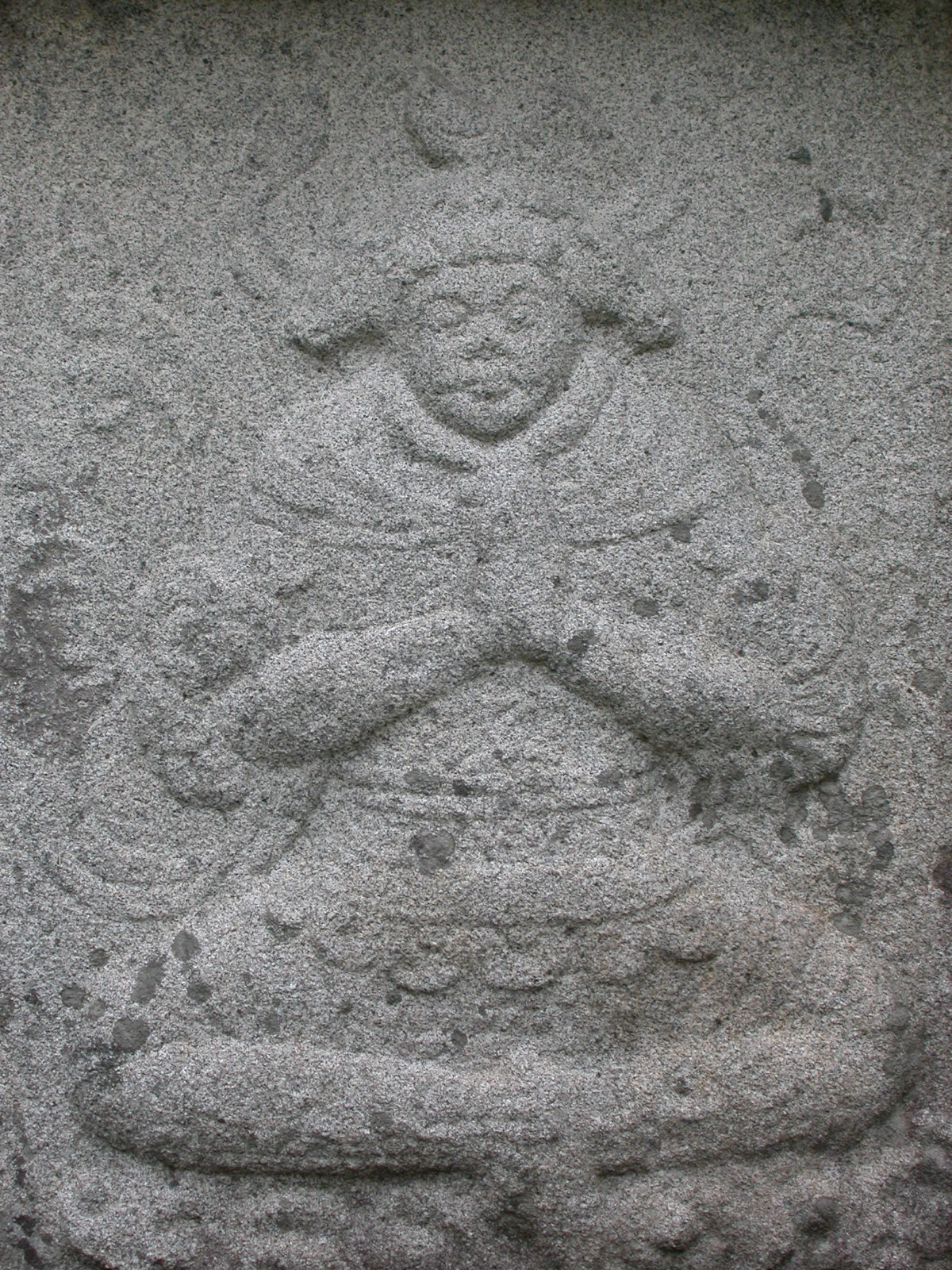
팔부중상
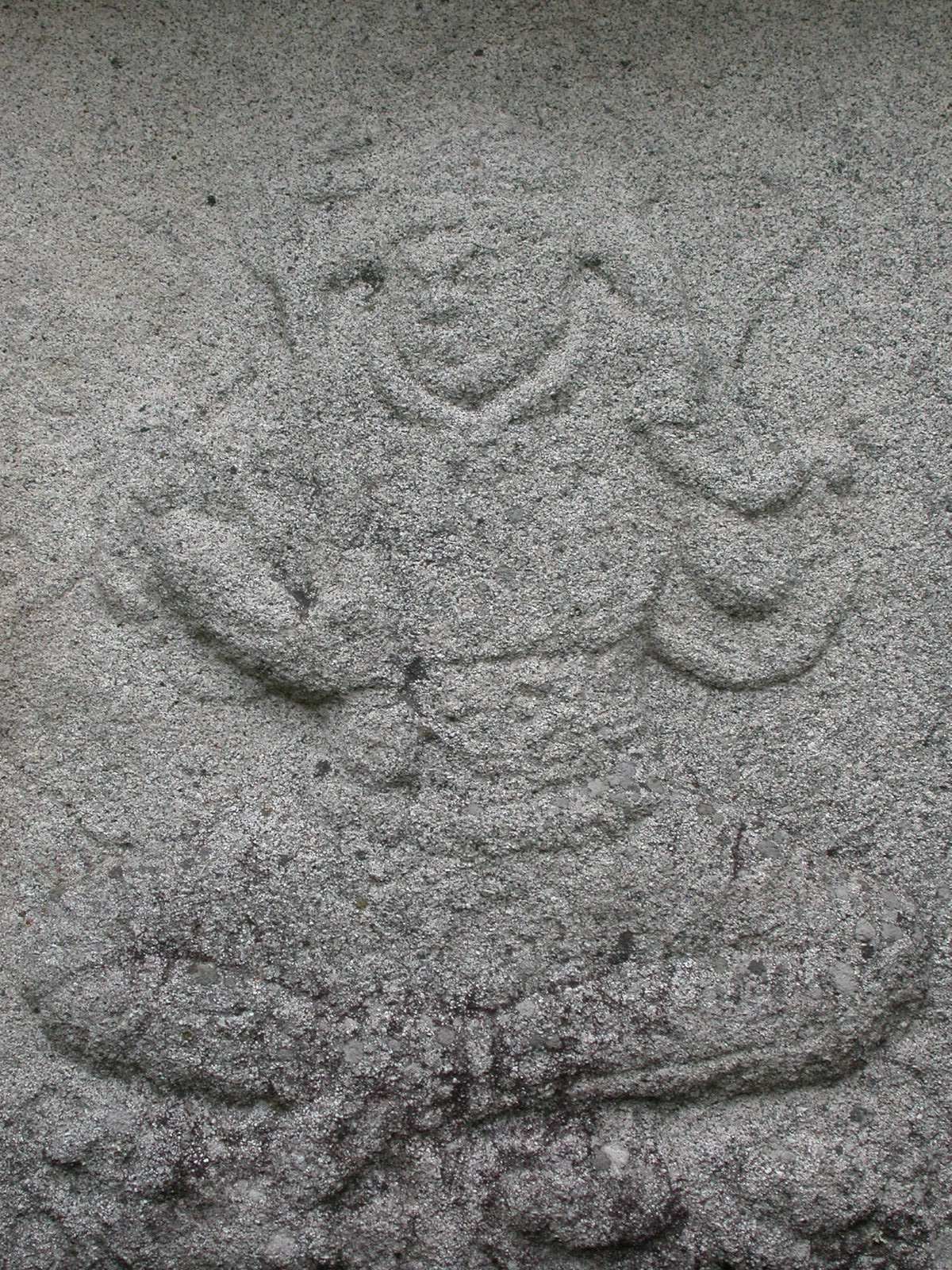
팔부중상
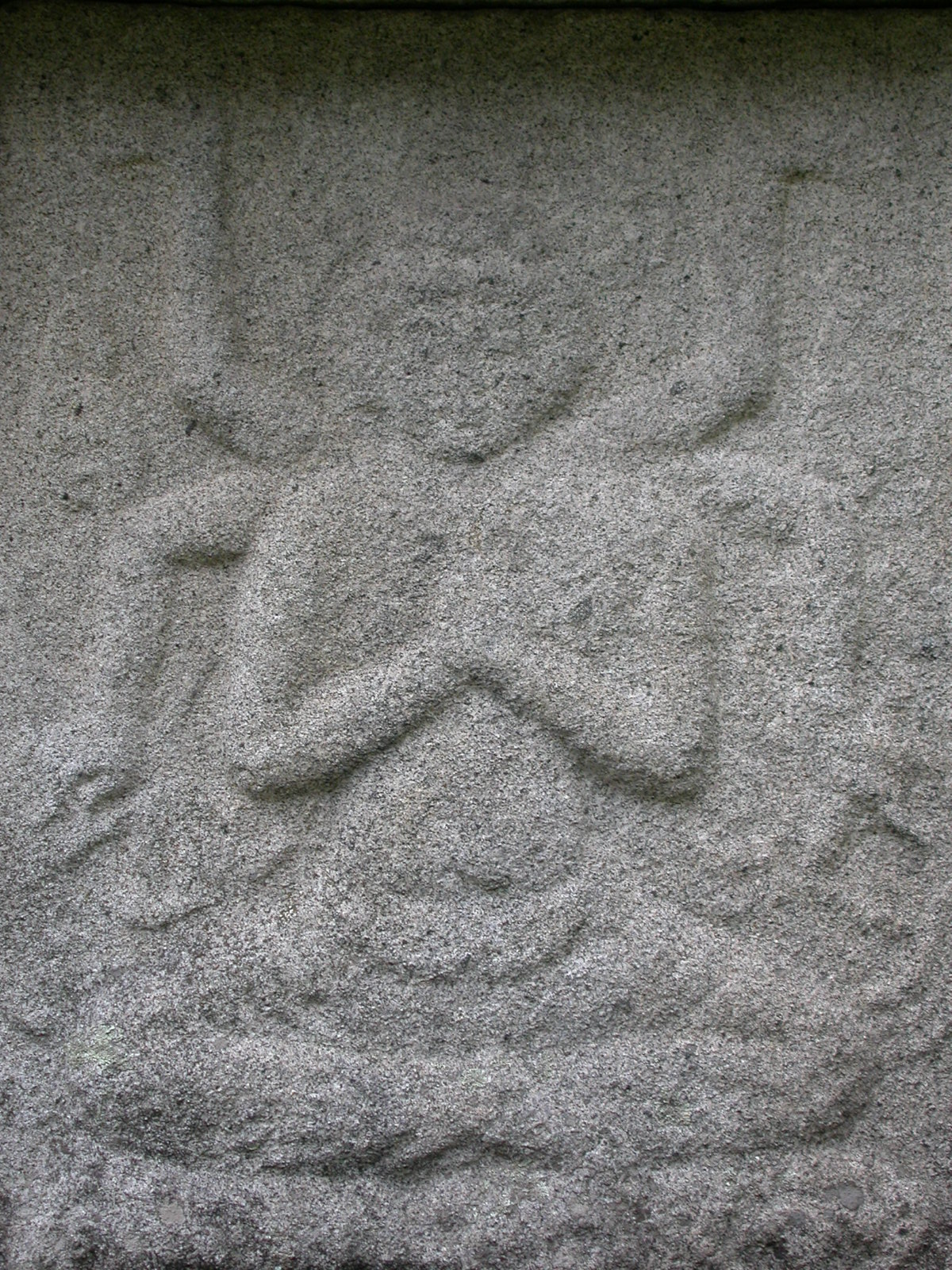
팔부중상
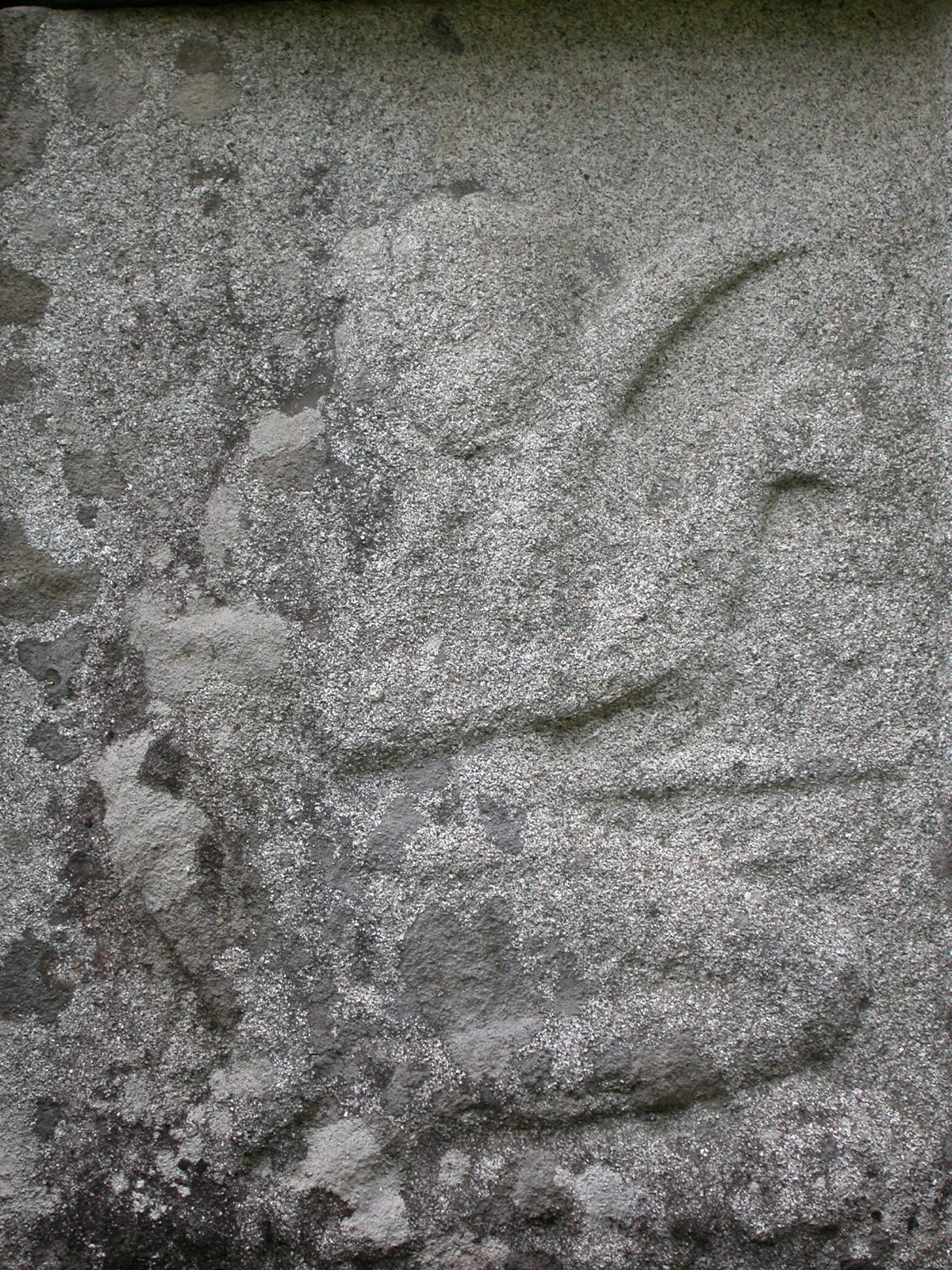
팔부중상
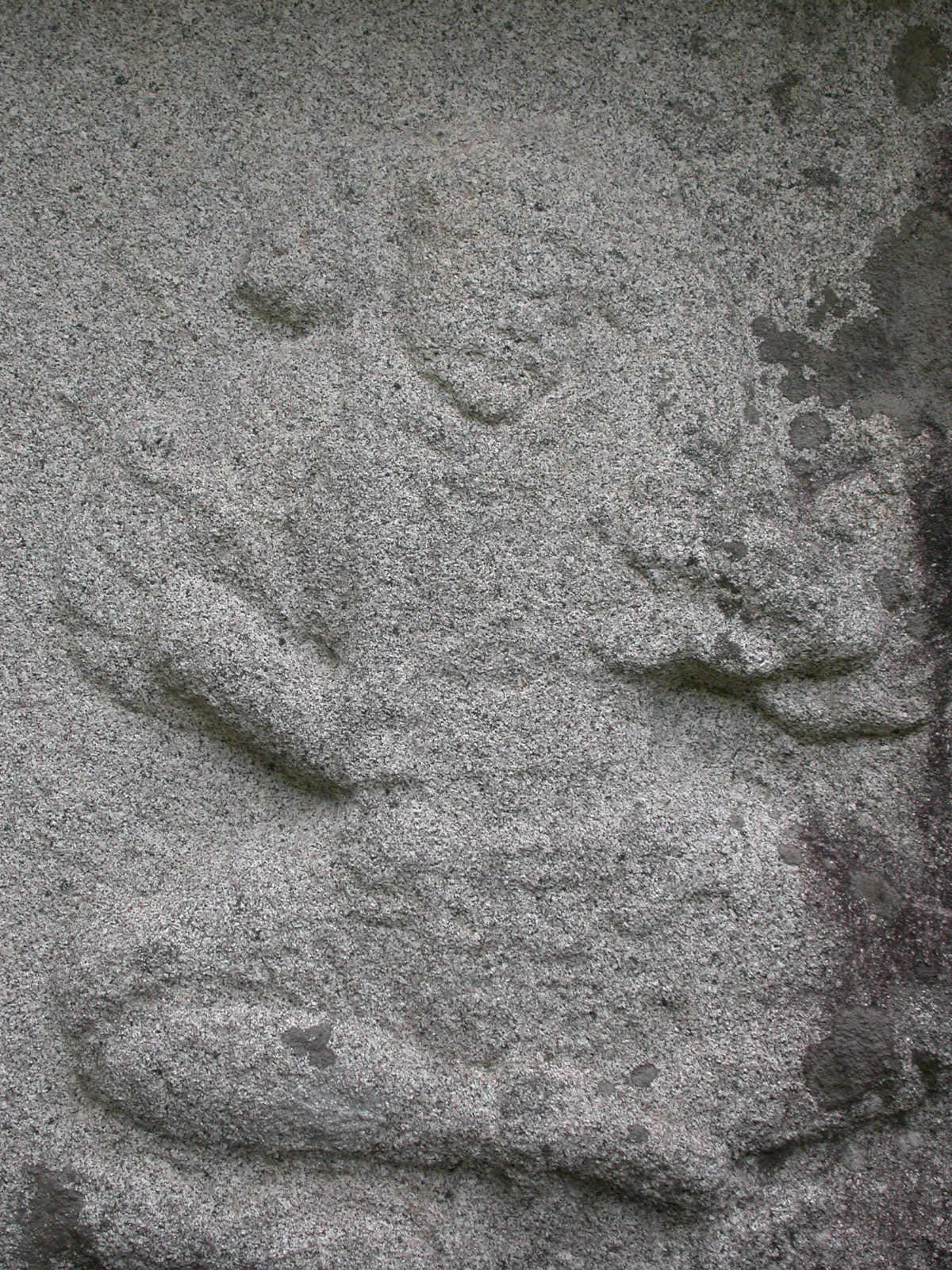
팔부중상
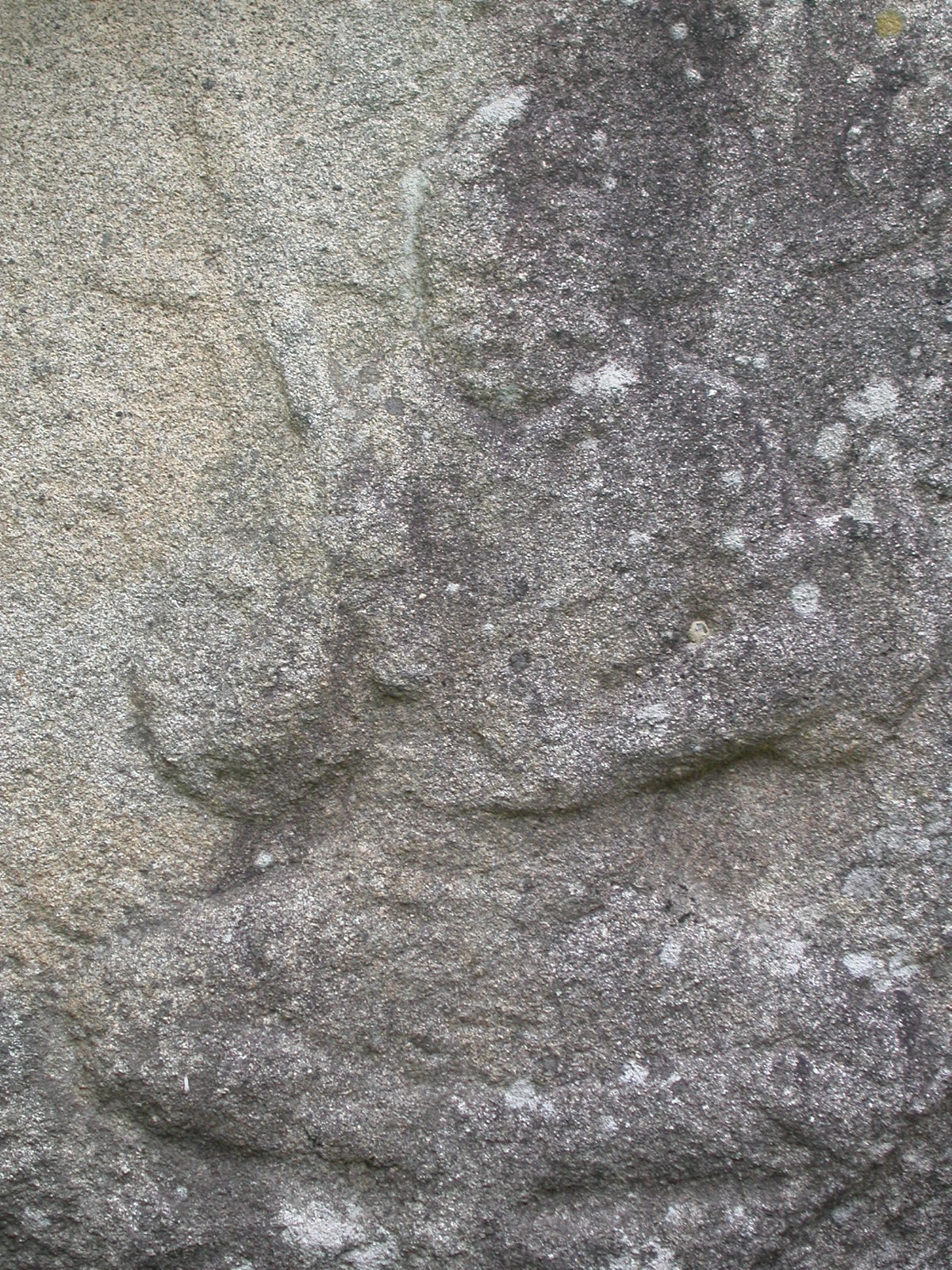
팔부중상
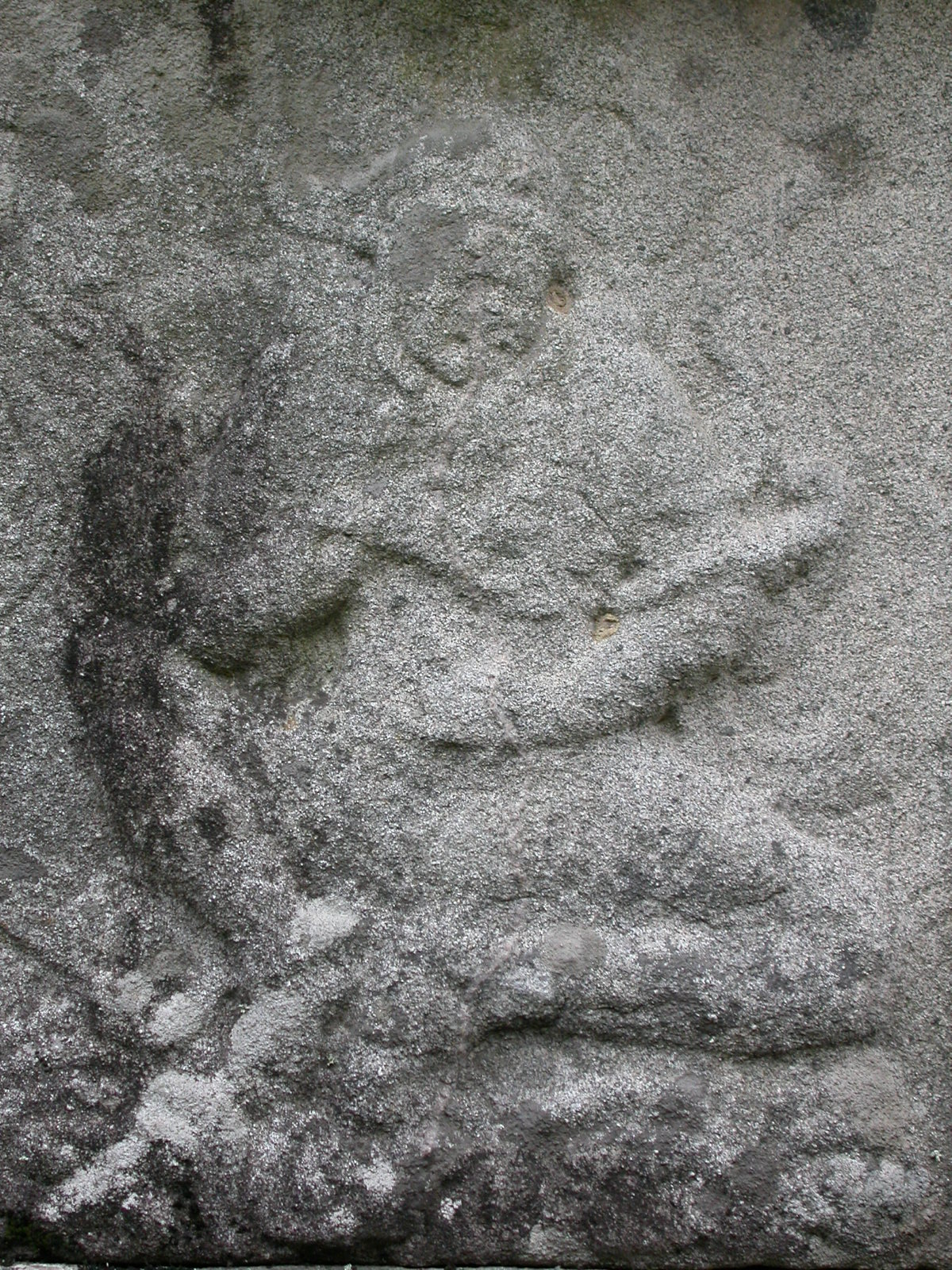
팔부중상
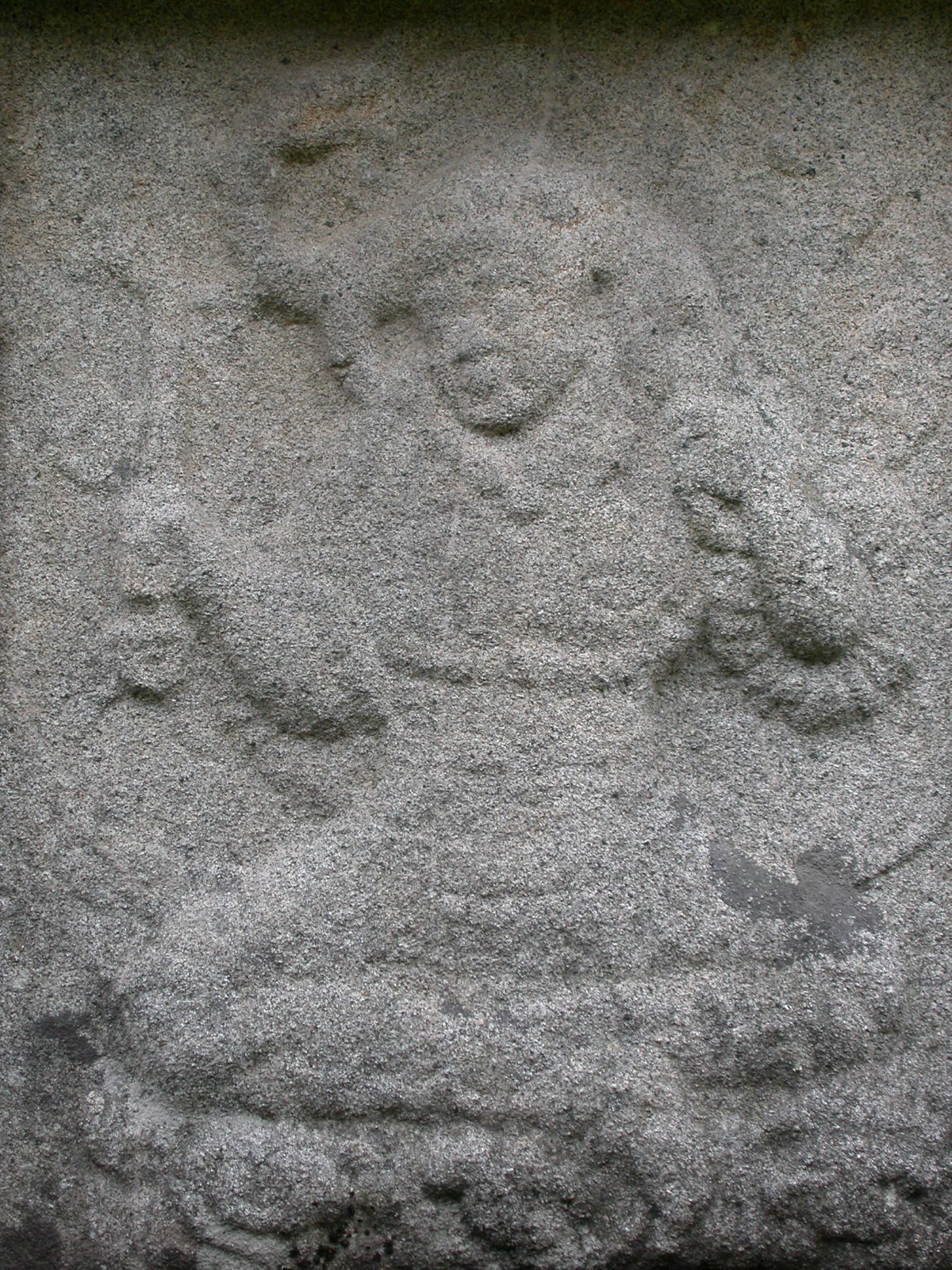
팔부중상

## 같이 보기
- 양양 선림원지 홍각선사탑비
- 양양 선림원지 승탑
- 양양 선림원지 석등